# Ribeira, São Paulo
Ribeira là một đô thị ở bang São Paulo của Brasil. Đô thị này nằm ở vĩ độ 24º39'25" độ vĩ nam và kinh độ 49º00'32" độ vĩ tây, trên khu vực có độ cao 167 m. Dân số năm 2004 ước tính là 3 216 người. Đô thị này có diện tích 335,77 km².

## Thông tin nhân khẩu
Dữ liệu dân số theo điều tra dân số năm 2000
Tổng dân số: 3.507
- Thành thị: 1.006
- Nông thôn: 2.501
- Nam giới: 1.840
- Nữ giới: 1.667

Mật độ dân số (người/km²): 10,47
Tỷ lệ tử vong trẻ sơ sinh dưới 1 tuổi (trên một triệu người): 28,96
Tuổi thọ bình quân (tuổi): 65,41
Tỷ lệ sinh (số trẻ trên mỗi bà mẹ): 3,53
Tỷ lệ biết đọc biết viết: 80,51%
Chỉ số phát triển con người (HDI-M): 0,678
- Chỉ số phát triển con người - Thu nhập: 0,581
- Chỉ số phát triển con người - Tuổi thọ: 0,673
- Chỉ số phát triển con người - Giáo dục: 0,780

(Nguồn: IPEADATA)